# Acetylcystein
Acetylcystein är ett mukusreglerande läkemedel, som även används som motgift vid förgiftning med paracetamol. 
Acetylcystein används vid behandling av bland annat kronisk bronkit och cystisk fibros. Läkemedlet löser upp segt slem, vilket underlättar upphostning för patienten. Läkemedlet används även i sjukvården som ett motgift vid paracetamolförgiftning. Det fungerar då både genom att verka som en leverskyddande antioxidant och genom att hjälpa kroppen att återskapa det kroppsegna antioxidationsmedlet glutation som snabbt förbrukas vid paracetamolförgiftning. Acetylcystein är en prekursor till glutation. Paracetamol är den aktiva substansen i exempelvis Alvedon, Panodil och Reliv.

## Biverkningar
Även om acetylcystein generellt är vältolererat, så kan den framkalla kramp i luftvägarna (bronkospasm) även hos icke-astmatiker, varför försiktighet rekommenderas vid förskrivning till astmatiker. 3–6% kan få svåra allergiska reaktioner vid intravenös behandling.
En vanlig biverkan är illamående framförallt i början. Vissa kan också reagera med klåda eller få kallsvettningar.